# 야마구치 우편국 (사가현)

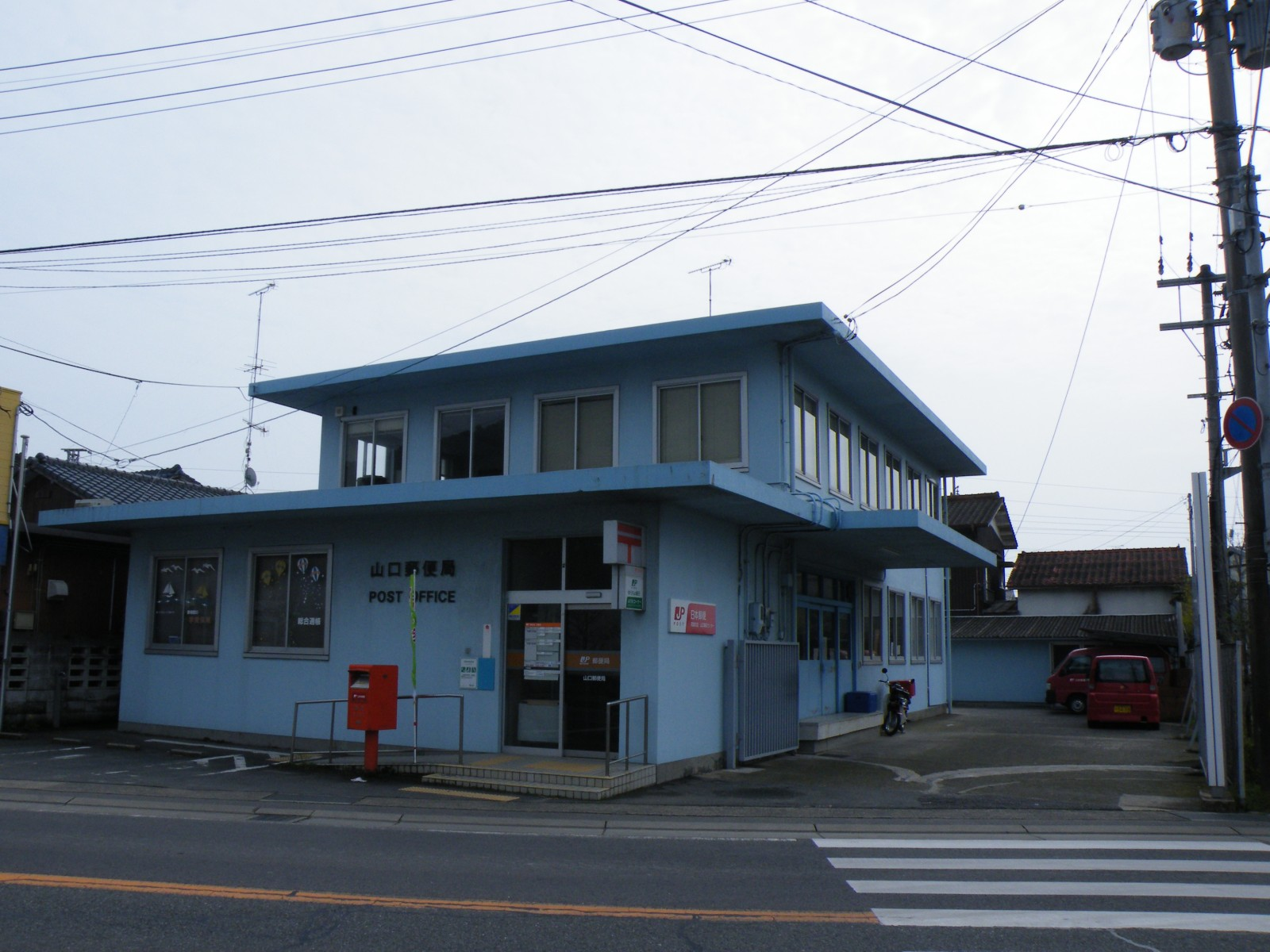
야마구치 우편국의 모습

야마구치 우편국(일본어: 山口郵便局 야마구치유빈쿄쿠[*])는 사가현 기시마군 고호쿠정에 위치한 우체국이다.